# روپیتسا گورنا
روپیتسا گورنا (به لهستانی:  Ropica Górna) یک روستا در لهستان است که در گمینا سنکووا واقع شده‌است. روپیتسا گورنا ۵۳۰ نفر جمعیت دارد.